# Luis Fernando Tena
Luis Fernando Tena Garduño (Cidade do México, 20 de janeiro de 1958) é um treinador de futebol do México. Atualmente comanda a seleção da Guatemala.

## Seleção
Tena comandou a Seleção Mexicana de Futebol na Copa América de 2011, devido a equipe principal ter recentemente disputado a Copa Ouro da CONCACAF. no qual era auxiliar técnico de José Manuel de la Torre e recentemente esteve no comando do Cruz Azul, aonde conquistou a Concachampions e saindo em meados de 2015.

## Títulos
Cruz Azul
- Liga MX - Inverno: 1997
- Liga dos Campeões da CONCACAF: 2013–14

Morelia
- Liga MX - Inverno: 2000

México
- Jogos Pan-Americanos: medalha de ouro (Guadalajara 2011)
- Torneio Pré-Olímpico da CONCACAF Sub-23: 2012
- Torneio Internacional de Toulon: 2012[4]
- Jogos Olímpicos: medalha de ouro (Londres 2012)